# Mitteleuropa
Mitteleuropa [ˈmɪtl̩ʔɔɪ̯ˌʀoːpa]  est un terme pour désigner une certaine région au milieu de l'Europe subtilement distincte de l'Europe centrale. Plus ou moins étendu selon les périodes, cet espace historique a constitué l'objet de convoitises de la part des grandes puissances européennes depuis les années 1860. En effet, l'état intérieur de l'Empire ottoman ne permet plus de tenir à distance les appétits russes, l'Empire autrichien, malgré sa rénovation dans les années 1860, n'est plus en mesure d'exploiter pour son compte la décrépitude ottomane, et le Reich s'affirme comme le principal successeur des ambitions autrichiennes, puis austro-hongroises en Europe du Sud-Est.
L'Empire allemand se lance ainsi dès les années 1870 dans une lutte pour la suprématie politique et économique de cet espace géographique. Pendant la Première Guerre mondiale, les traités conclus au cours des deux dernières années du conflit entre l’Allemagne et l’Autriche-Hongrie font de cette aspiration une réalité, remise en cause par la défaite de 1918.
En 1933, une nouvelle impulsion est donnée aux projets d'expansion allemande vers le sud-est de l'Europe.

## Définition
Selon Jacques Le Rider, « si l'on parle en français de « Mitteleuropa », c'est bien que la notion géographique d'Europe centrale n'est pas une traduction suffisante du mot allemand ». Outre le contexte géopolitique auquel il renvoie, le mot désigne « une représentation “géoculturelle” du rôle de la langue et des créations littéraires et intellectuelles allemandes dans cette région située au milieu de l'Europe ».
Pour Yaël Hirsch, la « Mitteleuropa » renvoie à une Europe centrale aux contours flous. Géographiquement, elle inclut à la fois Berlin, Bucarest et les villes situées le long du Danube. Politiquement, elle constitue avant tout une tentative de mise en place de l'hégémonie du Reich sur les Balkans ; en effet, la notion apparaît en 1915 sous la plume de Friedrich Naumann. La Mitteleuropa est avant tout un « mythe », une sorte d'âge d'or, remis en cause par la Shoah et le Rideau de fer, cette dimension garantissant au concept une faculté permanente d'évolution et d'adaptation au fil des époques et des auteurs. Cela l'a rendu difficile à définir et à cerner.

## Histoire de la notion

### Naissance
En 1842, les premiers projets d'union danubienne sont formalisés, sous la forme d'une réflexion du géographe Friedrich List, qui propose en effet la mise en place d'un projet d'union douanière doublé de vastes entreprises de colonisation germanique en Europe centrale. Ces conclusions sont reprises quelques années plus tard par Paul de Lagarde, qui les popularise, les développe et aspire à la constitution d'un Grand Reich, du Luxembourg à la mer Noire, basé sur une « fraternité de conquête » austro-allemande.
Dès le traité de Paris, en 1856, sanctionnant la défaite russe en Crimée, il apparaît à l'Autriche que l'Empire ottoman commence à se décomposer de l'intérieur, notamment dans les Balkans.
Dans un contexte marqué par une forte croissance industrielle allemande dans les années 1880 et 1890, les partisans de l'hégémonie du Reich sur l'Europe s'expriment, notamment chez des impérialistes allemands, regroupés notamment au sein de la ligue pangermaniste et de la ligue navale. Dans le même temps, à la suite de leur exclusion de l'Italie puis de la constitution de l'empire allemand, les Habsbourg voient l'expansion de leur État limité à l'Europe centrale et balkanique. De plus, dans les années 1870, marqué par la perception d'une menace russe s'appuyant sur le panslavisme, Paul de Lagarde préconise la constitution d'une Mitteleuropa, incluant l'Allemagne, la Pologne annexée, la double monarchie et les rivages de la mer Noire, régions plus ou moins promises à une germanisation future.
Dans le même ordre d'idées, afin d'éviter de se faire déborder par les milieux pangermanistes, Guillaume II et son chancelier, Bernhard von Bülow, proclament en 1903 et 1904 que le XXe siècle sera nécessairement un « siècle allemand ».
Au fil des années, la dépendance accrue de la monarchie danubienne à l'égard de l'Allemagne crée les conditions d'une mise sous tutelle non seulement politique mais aussi économique de la double monarchie à l'égard de son allié, de plus en plus entreprenant au fil des années. Ainsi, la Duplice est selon Otto von Bismarck un moyen de contrôler la politique étrangère de la double monarchie et de l'orienter ainsi vers les Balkans. Dans les dernières années du XIXe siècle et au début du XXe siècle, toute la politique du Reich vise à remettre en cause les termes du traité de Prague en incitant l'Austriche-Hongrie à diriger son effort expansionniste vers les Balkans,.

### Ambitions divergentes de l'Allemagne et de l'Autriche-Hongrie jusqu'en 1918
Le concept de Mitteleuropa fait l'objet d'appréciations divergentes en fonction des rapports de rivalité ou d'alliance entre les deux principales puissances de la région. Pour les uns, le centre de ce regroupement doit être Vienne, autour d'un État majoritairement catholique, pour les autres Berlin. Cependant, le royaume de Prusse, devenu à partir de 1870 la puissance dominante de l'Empire allemand, s'appuie sur son industrie pour bâtir un empire économique au centre de l'Europe.
Au cours du XIXe siècle, la montée en puissance prussienne, puis allemande, dans la région entraîne de nombreuses réticences en Autriche. Dans les années 1830, Metternich s'oppose aux milieux industriels autrichiens réservés sur l'entrée de l'Autriche dans le Zollverein, qui sont conscients des faiblesses économiques de la monarchie danubienne face à la Prusse.
Dans les années 1860, les principaux acteurs de la politique balkanique jouent les uns contre les autres, à une période de recomposition du jeu entre les puissances.
En 1866, la crise roumaine, qui aboutit à la mise en place d'une principauté autonome unique, et la défaite autrichienne à Sadowa incitent les puissances à poser les termes du partage définitif de la péninsule balkanique en zones d'influence allemande et russe.
Dans les années 1880, certains responsables politiques, tant dans l'Empire allemand que dans la double monarchie, se montrent de fervents partisans de l'institutionnalisation de l'alliance privilégiée entre ces deux État (Duplice). Aux yeux des partisans d'un tel rapprochement, cette politique doit également se renforcer de l'importance de l'élément ethnique allemand au sein de la double monarchie. Dans les années qui précèdent immédiatement la Première Guerre mondiale, les débats entre les différents promoteurs de cette idée s'organisent autour du rôle et des prérogatives de la puissance dominante de cet ensemble.
De 1895 à 1897, le déclin de l'Empire ottoman, qui perd le contrôle de ses provinces balkaniques, aiguise les rivalités entre l'Empire russe, l'Allemagne et l'Autriche-Hongrie. En 1897, les gouvernements russe et austro-hongrois s'entendent provisoirement pour geler les rapports de force dans les Balkans.
En 1912, dans son ouvrage à succès Deutschland und der nächste Krieg, (L'Allemagne et la prochaine guerre), Friedrich von Bernhardi pense la constitution d'un ensemble en Europe centrale sous domination allemande comme l'une des principales conditions à réunir pour faire du Reich une puissance mondiale.
Dans les années précédant la Première Guerre mondiale, particulièrement à partir du traité de Bucarest de 1913, qui termine la deuxième guerre balkanique, les ambitions allemandes dans la région sont directement remises en cause par le manque de capitaux qui affecte l'économie de l'Empire allemand. En effet, l'Allemagne, principale bénéficiaire de la politique mis en place depuis les années 1870, ne peut plus satisfaire les demandes de capitaux de ses alliés, qui, notamment la Roumanie, où règne un prince de la maison de Hohenzollern, et l'Empire ottoman, sont amenés à se tourner vers la France et le Royaume-Uni pour leurs demandes de financement. Cette lutte d'influence économique se double d'une rivalité stratégique puisque la Grèce, la Serbie et la Roumanie se rapprochent de la Triple Entente franco-russo-britannique, qui est dirigée contre la Duplice.
En 1915, le projet allemand est formalisé de manière définitive par le théoricien politique Friedrich Naumann. Il défend, dans un contexte de débat sur les buts de guerre, la thèse d'une Europe centrale regroupée au sein d'une fédération d'États organisée autour du Reich. Du point de vue austro-hongrois, ces projets d'union politique et économique en Europe centrale suscitent des nombreuses réserves. Ainsi, les catholiques autrichiens sont méfiants à l'égard d'une construction politique dans laquelle ils seraient minoritaires, et les responsables hongrois se montrent hostiles à des projets politiques qui aboutiraient à la diminution de l'influence de leur pays,.
En 1918, l'Allemagne tire profit de la Révolution de février en Russie et de la défaite roumaine et négocie les conditions de son intervention en Finlande. Pour les négociateurs allemands, cela permettrait le contrôle économique sur ces pays, dans le premier cas, par la mise en place[pas clair] d'une « société pétrolière de la Mitteleuropa », constituée à partir de l'ensemble des sociétés pétrolières dont les capitaux sont détenus par les Alliés ou par les puissances centrales, mais contrôlée exclusivement par le Reich et disposant du monopole sur l'industrie pétrolière en Roumanie et, dans le second cas, par des accords commerciaux avantageant l'Allemagne dans les faits.
À plusieurs reprises, l'Allemagne est en position de réaliser ses ambitions hégémoniques en Europe, dans les années précédant la Grande Guerre, puis au cours de celle-ci, après la Révolution russe, lorsque l'épuisement ou le dénuement de ses alliés : l'Autriche-Hongrie, la Bulgarie et l'Empire ottoman, aboutissent à la constitution d'une zone sous contrôle exclusif de l'Empire allemand. Les dirigeants du Reich souhaitent transformer la Triplice, conçue au départ comme une alliance militaire, en alliance économique. Au terme des négociations de l'hiver et du printemps 1918, la Roumanie vaincue doit accepter les conditions draconiennes du traité de Bucarest, et la double monarchie tombe de plus en plus dans une position subordonnée : les responsables allemands sont proches de leur objectif, la formation d'une Mitteleuropa sous tutelle allemande. Face à la Roumanie, Berlin propose l'intégration du royaume à la fédération douanière austro-allemande. Lors de la conférence de Spa, en mai 1918, les négociateurs allemands imposent leurs conditions à la double monarchie, totalement épuisée par 45 mois de conflit et promise à un triple assujettissement : politique, militaire et économique,.

### Des années 1920 à la période nazie
Les traités de paix, sanctionnant la défaite du Reich, rendent momentanément caduques les projets de contrôle des Balkans et de l'Europe de l'Est par le Reich.
Durant les années 1920, le Reich mène une politique de lutte contre les intérêts des puissances rivales dans l'ensemble des territoires constituant la Mitteleuropa, de l'Estonie à la Bulgarie. Camouflée derrière une politique d'assistance aux populations allemandes des divers États successeurs de la monarchie danubienne, les objectifs de la politique du Reich visent à disposer, dans un premier temps d'un solide moyen de pression à l'encontre de ces États afin de les inféoder durablement au Reich.
Durant ces années, c'est au travers du double argumentaire de « l'espace et la lumière » et du rapprochement entre les Allemands du Reich et ceux ressortissants des États successeurs que les ambitions du Reich sur l'Europe centrale se formulent.
Cette politique est poursuivie avec plus d'insistance à partir de 1933, surtout à partir de Vienne et Munich.
En effet, dès 1933, les ambitions du Reich s'affirment, notamment en Autriche. Une fois l'Autriche absorbée, la Tchécoslovaquie constitue le second jalon de la reconstitution au profit du Reich d'un vaste ensemble économique en Europe centrale.
En effet, la mise sous contrôle de la Tchécoslovaquie constitue le premier jalon de reconstitution au profit du Reich d'un vaste ensemble au centre de l'Europe. Dépecée lors des accords de Munich, la Tchécoslovaquie se trouve face à la sécession slovaque, qui est suscitée par le Reich, et Prague doit accepter les clauses de mise sous tutelle dictée par Berlin.
Pendant ce temps, le Reich renforce son contrôle sur le Danube, mais doit affronter l'hostilité soviétique renforcée à la commission du Danube, qui est chargée de régler les différends entre les pays riverains du fleuve. En effet, les stratèges soviétiques estiment essentiel pour la défense de l'influence de leur pays sur le pourtour de la Mer Noire d'être en mesure de contrôler les accès, qu'il s'agisse des Détroits ou du delta du Danube, qu'ils contrôle en partie lors de la prise de contrôle de la Bessarabie. Au cours de l'automne 1940, la limitation précise des eaux territoriales soviétiques et roumaines dans le delta du Danube n'étant pas encore précisément fixée, l'Armée rouge prend le contrôle effectif du bras de Staro Stamboul et bras de Kilia à la grande stupeur des Allemands, et face à l'hostilité roumaine. Cependant, ces ambitions se heurtent à la puissance allemande sur le fleuve, renforcée par la prise de contrôle de l'Autriche, par la satellisation de la Slovaquie, par l'apathie yougoslave. La Roumanie fait appel aux troupes allemandes pour sa protection, dans un contexte de rapprochement entre la Bulgarie et l'Union soviétique, matérialisé par une demande soviétique de contrôle militaire de la Bulgarie.
Au cours de la fin des années 1930 et jusqu'à l'invasion allemande de l'Union soviétique, les petits États riverains du Danube, Roumanie et Bulgarie sont l'objet des rivalités entre les grandes puissances européennes, principalement le Reich et l'Union soviétique. La tutelle allemande s'affirme sur la Roumanie, comme lors de la Grande Guerre, et l'influence soviétique se fait sentir sur la Bulgarie, où l'Union soviétique jouit d'un grand prestige.
Dans les années 1930, la Roumanie, objet des ambitions austro-allemandes en 1917-1918, est de plus en plus étroitement contrôlée économiquement, puis politiquement, par le Reich. Ainsi, en 1940, face à la menace représentée par le contrôle soviétique de la Bessarabie, le Reich renforce son contrôle politique et économique sur la Roumanie, qui s'est vue amputée de cette région, et l'Union soviétique jouit d'une grande popularité en Bulgarie.
Aux Bulgares, Molotov propose la totalité de la Dobroudja, créant ainsi une continuité entre l'Union soviétique et le Royaume de Bulgarie. Cependant, face à ces propositions et pour garantir l'influence allemande dans le pays, le Reich infiltre quelques centaines de soldats sur le territoire bulgare.
À côté de cette politique, les appétits s'aiguisent autour de Salonique, menace directe sur les Détroits et enjeu essentiel de la diplomatie soviétique à partir du mois de septembre 1940.

## Mémoire et historiographie
À la suite de la Seconde Guerre mondiale, la Mitteleuropa constitue un aspect des enjeux de mémoire autour du national-socialisme et de sa place dans l'histoire allemande.

### Aspect duSonderweg
En effet, pour certains, les ambitions allemandes sur l'Europe centrale constituent un aspect du Sonderweg du peuple allemand.

### Place de l'Autriche
D'autres font de la Mitteleuropa un ensemble tourné autour de Vienne, mais la réduction de l'Empire autrichien à la seule république d'Autriche remet en cause le rôle des Autrichiens dans la constitution de cet ensemble géopolitique.

### Littérature
Le mythe littéraire du Mitteleuropa se fonde a posteriori sur la nostalgie d'un paradis perdu, la Sehnsucht allemande, topos exploité notamment par des exilés, ayant quitté la région pour des raisons politiques et artistiques.
Les grands écrivains de la Mitteleuropa, selon Claudio Magris, sont Thomas Mann (La Montagne Magique), Arthur Schnitzler (Vienne au Crépuscule), Stefan Zweig (La Confusion des sentiments), Joseph Roth, Léo Perutz, Franz Kafka, Robert Musil (L’homme sans qualité) et les récents prix Nobel Olga Tokarczuk et Peter Handke.
La Hongrie est bien représentée par Marai Sandor dont la diffusion en France de son journal est récente. Son roman "les étrangers" relate la migration après 1920.